# Batalla de Ilipa
La batalla de Ilipa fue un enfrentamiento militar que tuvo lugar durante la segunda guerra púnica, en la primavera de 206 a. C., entre las legiones de la República romana, lideradas por Publio Cornelio Escipión el Africano, y el ejército de la República de Cartago, comandada por Asdrúbal Giscón y Magón Barca. Tuvo lugar en las inmediaciones de Alcalá del Río, localidad identificada con la ciudad romana de Ilipa, situada en la margen derecha del río Guadalquivir. Existe un debate historiográfico acerca de la ubicación de la batalla, ya que algunos autores la localizan en la margen izquierda. El resultado fue una decisiva victoria romana que propició la retirada cartaginesa y la conquista romana de Hispania.

## Antecedentes
La audaz captura de Cartago Nova —Cartagena— por Escipión supuso la pérdida, por parte cartaginesa, del Levante, permitiendo a los romanos expandirse hacia la cuenca del Betis —Guadalquivir—, donde obtuvieron la gran victoria de Baecula —Santo Tomé—, imposibilitando el envío de refuerzos a Aníbal Barca en la península itálica. Además, poco después perdieron las minas de plata de Cástulo —Linares—, lo que redujo muchísimo su capacidad de contratar más mercenarios. Tras esta derrota, quedaron en la península solo 25.000 a 30.000 soldados de Cartago, los que luego fueron reforzados por 20.000 hombres y los elefantes venidos de África. Los púnicos debían detener el avance romano o corrían el riesgo que los romanos siguieran hacia África, así que se atrincheraron en el Bajo Betis, donde estaba la Sierra Morena y las últimas fuentes de plata para sufragar a sus tropas.
Se envió a Hannón el Viejo y Magón Barca a Celtiberia pero Escipión ordena al legado Marco Junio Silano contra ellos, venciéndolos en Orongis con 3000 infantes y 500 jinetes, dispersando a sus aliados, capturando a Hannón y forzando a Magón a huir a Gades —Cádiz—. Tras esta derrota, las fuerzas cartaginesas cayeron a 35.000 o 38.000, de los que 20.000 estaban en la Bética, por lo que comenzaron a reclutar turdetanos para reemplazar las bajas sufridas.
El primer intento de Escipión para conquistar el Bajo Betis se encontró con que cada ciudad tenía una fuerte guarnición y entendiendo que sería muy costosa la toma de cada villa, se retiró a sus cuarteles invernales de Tarraco —Tarragona—. Decide que lo mejor es provocar una gran batalla decisiva. Ahí permaneció hasta la primavera siguiente, partiendo hacia Cástulo y luego a Baecula, uniéndose a las tropas de Silano y numerosos aliados celtíberos aportados por Culchas, reguli, «régulo» que gobernaba 28 ciudades. Entretanto, los cartagineses empezaron a concentrar sus fuerzas, antes dispersas en las ciudades, durante el invierno. Este punto de reunión fue Carmo —Carmona—, desde donde marcharon a Ilipa.
Los cartagineses acamparon en Ilipa, una ciudad ubicada sobre las colinas, con una llanura enfrente perfecta para la batalla. Escipión marchó contra ellos con el grueso de su ejército y al llegar a las cercanías acampó en unas colinas bajas frente a su enemigo.
Escipión se negó a desperdiciar su tiempo y fuerzas en combates menores y asedios, dejando ciudades con guarniciones enemigas mientras avanzaba por la Bastetania, probablemente por la orilla norte del Betis. Los cartagineses cruzaron el curso fluvial por el actual Vado de las Estacas, procurando interponerse entre dicho cruce y el campamento romano, ubicado en un cerro hoy llamado Pelagatos, porque era la única forma de proteger las minas argentíferas de la región. Al parecer, los comandantes púnicos estaban decididos a entablar una batalla decisiva.

## Fuerzas enfrentadas

### Cartagineses
El ejército cartaginés contaba con una amplia superioridad numérica según los historiadores antiguos. El griego del siglo ii a. C., Polibio, afirma que contaban con 70.000 soldados de a pie, 4000 montados y 32 elefantes de guerra. El grecorromano del siglo ii, Apiano, concuerda en el número de infantes pero eleva los jinetes y paquidermos a 5000 y 36 respectivamente. El romano del siglo i a. C., Tito Livio, cuenta que los africanos tenían 50.000 soldados de a pie y otros 4500 a caballo. Sin embargo, él mismo reconoce que algunas fuentes elevan los infantes a 70.000 pero que hay un acuerdo bastante aceptado respecto de la caballería. Una fuente moderna, el británico Howard Hayes Scullard, reduce el tamaño de la fuerza cartaginesa a solo 35.000 combatientes. Más de la mitad de sus efectivos habían sido reclutados en la Ulterior, especialmente en la Bética y Turdetania.

### Romanos
En 211 a. C., producto que Roma deseaba mantener permanentemente un ejército en Hispania, Cayo Claudio Nerón desembarcó en Tarraco con 10.000 infantes y 1000 jinetes, equivalentes a dos legiones. Venía desde Pozzuoli. Para aumentar su contingente armó a la tripulación de sus navíos por lo que pudo contar con 13.000 soldados. Un año después le reemplazó al mando Escipión, quien trajo de Italia 12.000 refuerzos. A este último se les sumaron los restos del ejército de su padre y su tío, destruido en el Betis, y que había equivalido a dos legiones antes de su derrota. Así, antes de atacar Cartago Nova el ejército romano en la península bien pudo sumar 28.000 infantes y 3000 jinetes. De hecho, Polibio cree que los romanos tenían 25.000 soldados de a pie y 2500 a caballo en aquel sitio.
Livio afirma que Mandonio e Indíbil, durante su rebelión, reclutaron 20.000 infantes y 2500 jinetes en 206 a. C. y 30.000 infantes y 4000 jinetes al año siguiente; probablemente suministraron una cifra similar de guerreros durante la campaña de Escipión. Esto coincide con la idea de muchos estudiosos modernos, que creen que más de la mitad del ejército de Escipión se componía de aliados de la Celtiberia, de hecho, se menciona que los legionarios eran demasiado pocos para librar una batalla, sin embargo, cargaron con el peso principal del combate. Se dice que Escipión tenía esperanzas que los nativos aliados de Cartago cambiaran de bando durante la batalla.
En Ilipa los romanos y aliados, según Apiano, eran tres veces menos numerosos que sus enemigos. En cambio, Scullard afirma que tenían solo diez mil soldados menos que los cartagineses. Livio afirma que eran 45.000 combatientes en total. Polibio decía que eran 45.000 soldados de infantería y 3000 de caballería.

## Batalla

### Escaramuzas

Mapa de la situación anterior a la batalla, pueden apreciarse a las legiones romanas flanqueadas por sus aliados hispanos.

Al ver a los romanos ocupados construyendo su castra —campamento—, Magón y Masinisa decidieron cargar con el grueso de la caballería. Sin embargo, Escipión había previsto esto y ocultó a sus propios jinetes detrás de una colina cercana, así, cuando los cartagineses y númidas se abalanzaron sobre las obras, los romanos le atacaron sorpresivamente, poniendo en fuga a muchos. Una feroz lluvia de proyectiles cayó sobre los púnicos. Tras un reñido combate, los africanos terminaron cediendo, al principio retirándose en orden pero ante la presión enemiga se dispersaron perseguidos por la infantería ligera armada con jabalinas.
Esto hizo a los cartagineses más prudentes y a los romanos más seguros. Durante los días siguientes se produjeron nuevas escaramuzas en la llanura entre ambos ejércitos hasta que los romanos decidieron dar el combate decisivo, cuando los suministros dejaron de llegar a su campamento y los soldados empezaron a pasar hambre. En ese momento Escipión convocó a sus soldados para hacer rituales y sacrificios para conseguir el apoyo divino y animarlos para la batalla.

### Orden de batalla
Durante días los púnicos sacaron sus tropas en formación de batalla a la llanura y los romanos hicieron lo mismo, pero ninguno atacaba y se retiraban al atardecer. Escipión había notado que Asdrúbal siempre formaba sus hombres a última hora de la mañana, con la falange pesada libia al centro para enfrentar a las legiones y sus aliados hispanos en las alas con los elefantes por delante.
Durante una noche proporcionó órdenes escritas para dejar a los caballos con sus sillas puestas aunque tapadas. A la mañana siguiente, ordenó a sus tribunos dar el desayuno a los soldados en cuanto amaneciese y de inmediato marchó a la llanura en formación de batalla. Esto se hizo con gran celeridad, mientras la infantería ligera y la caballería se acercaba a los puestos de avanzada enemigos para lanzarles proyectiles. Iban sus jinetes seguidos por los vélites para luchar en intervalos, reemplazándose mutuamente. Poco después, al comienzo de la mañana, las legiones ocupaban sus posiciones en la llanura pero, al contrario del orden tradicional, los hispanos estaban en el centro y los romanos en las alae, «alas».

### Enfrentamiento final

Mapa de la batalla, se pueden apreciar a las legiones, caballería y vélites flanqueando a los púnicos mientras sus aliados nativos quedan inactivos en el centro.

Los africanos fueron sorprendidos completamente y debieron formarse apresuradamente con sus soldados en ayuno. Asdrúbal, viendo a la vanguardia tan cerca de su campamento, ordenó a su caballería e infantería ligeras salir a enfrentarla, intentando atraer a las legiones al pie de la colina mientras mandaba a la caballería pesada prepararse para la batalla. Su infantería salió del campamento, formándose de la forma habitual. El choque de las tropas ligeras siguió durante la mañana, estas se retiraban hacia sus líneas y después volvían al combate.
Finalmente, cuando estaban a menos de un kilómetro del enemigo, Escipión dejó a sus exploradores pasar por espacios entre los manípulos y ordenó el ataque frontal. Estas tropas quedaron como reservas detrás de los flancos romanos. Sin embargo, las tropas de las alas, mandadas por él mismo —derecha— y Silano y Lucio Marcio Séptimo —izquierda—, llegadas a cierta distancia, empezaron a girar, tanto los soldados de a pie como los montados, siempre con los vélites delante y acelerando la marcha durante este movimiento.
Las legiones en las alas chocaron con los flancos enemigos. Entretanto, su centro, formado por hispanos, avanzaba lentamente sin hacer contacto aún. En las alas, los legionarios atacaron mientras los púnicos eran flanqueados por los vélites y jinetes ligeros ocultos en retaguardia y organizados en cada ala en tres unidades de infantes y otras tantas de caballería. Gracias a esto, una lluvia de proyectiles cayó sobre los elefantes, que dieron la vuelta y huyeron, desordenando a sus propias filas. Los jinetes romanos derrotaron a los númidas porque se preocuparon de forzar un combate cercano, sin dejarles espacio para retirarse o arrojar sus jabalinas. Los honderos baleares destacaron en la lucha contra los romanos en los flancos.
Mientras las alas africanas eran destruidas, los libios en el centro, las mejores tropas, no hacían nada. No podían ayudar a sus compañeros porque de desproteger el centro los hispanos que tenían enfrente atacarían. Estos últimos habían recibido la orden de avanzar lentamente. Los flancos resistieron como pudieron pero al llegar el cenit del sol, los cartagineses empezaron a colapsar por el cansancio, el calor y la falta de alimento, algo que afectaba menos a los mejor alimentados y disciplinados legionarios. Entretanto, en el centro, donde la lucha empezó mucho después, los púnicos ya estaban afectados por el ayuno antes de comenzar el combate, muchos sosteniéndose apoyados en sus escudos. Finalmente, Escipión en persona, montado en su caballo, lideró la carga final de sus soldados por todos los lados. Los africanos trataron de retirarse en orden, defendiéndose a cada paso, pero finalmente sucumbieron y huyeron al pie de una colina. Sin embargo, los romanos siguieron persiguiéndolos y acabaron por huir a su campamento en las colinas. No fueron masacrados ahí y la fortificación capturada por una providencial tormenta que hizo a las legiones volver a su propio campamento.

### Huida
La lluvia continuó toda la noche, pero los vencidos no descansaron, estaban aterrados porque sabían que las legiones asaltarían el campamento al amanecer e intentaron mejorar sus defensas apilando rocas. Sin embargo, cuando los guerreros nativos empezaron a desertar Asdrúbal decidió abandonar la posición en silencio en plena oscuridad.

## Consecuencias

### Retirada
Los exploradores de Escipión le informaron en la madrugada que los africanos habían huido. Intentando adelantarlos antes que cruzaran el Betis fueron por otro camino y eso impidió que les dieran alcance, ya que Asdrúbal, al enterarse de que los romanos habían alcanzado el vado donde iba a cruzar el río, desvió su camino hacia las marismas costeras con rumbo a Gades —Cádiz—. Esto no impidió que la infantería y caballería ligeras de Escipión acosaran permanentemente su retaguardia. Finalmente, los cartagineses fueron inmovilizados por estos ataques, permitiendo que las legiones les dieran alcance, el terreno era estrecho y dificultaba el movimiento de los perseguidos, posiblemente en las colinas de Aljarafe, cerca de Hispalis —Sevilla—, produciéndose una matanza, salvándose apenas 6000 hombres.
Apiano dice que lograron llegar a una ciudad fortificada y Livio indica que construyeron un campamento improvisado en una colina. Fueron asediados por algunos días y muchos desertaron. Asdrúbal, tras enviar a buscar barcos en la costa cercana, abandonó a sus soldados y huyó por la noche a Gades por mar embarcándose cerca de Caura —Coria del Río—. Tras enterarse de su fuga, Escipión dejó al legado Silano a cargo del asedio con 10.000 infantes y 1000 jinetes y volvió a Tarraco para reunirse con cabecillas locales. Entretanto, su legado convenció a Masinisa de volver a África con sus númidas y cambiar de bando. Magón logró llegar a Gades en unos barcos enviados por Asdrúbal y los soldados, abandonados por sus oficiales, se dispersaron. Silano fue a Tarraco a unirse con Escipión y siguieron a Cartago Nova. Al parecer, el estudio detenido de Apiano, Livio y Polibio permite afirmar que tanto la batalla como toda la retirada cartaginesa ocurrieron al norte del Betis.

### Motín deSucro
Poco después, los soldados victoriosos asentados en el campamento Sucro se amotinaron. Escipión convocó a sus tribunos y les dijo que debían pagar los sueldos atrasados con las contribuciones impuestas a las ciudades locales lo antes posible. Luego envió a los oficiales a los cuarteles a informar a los soldados. Se fijó un día para que todos se reunieran y así se repartiera el dinero, pero llegada la fecha, el general dio instrucciones a los tribunos de hacerse acompañar por los cabecillas del motín, invitándolos a sus aposentos. Luego fueron arrestados y se envió un mensajero al comandante informándole del éxito de la maniobra.
Más tarde, después que los soldados dejaran su equipaje en las puertas de una ciudad hispana cercana, se les convocó a una asamblea en el mercado y todos asistieron. Entonces, Escipión hizo rodear el lugar con sus tropas más fieles y se presentó ante los legionarios, increpándolos por su falta de lealtad a él y la patria. Dijo que no era culpa suya la falta de paga y que amotinarse no era la solución, sino que debieron haberse quejado formalmente por el suceso. Después arguyó que no podía perdonarse a un amotinado que luchaba por defender a su tierra y su gente. Anunció que la tropa sería perdonada a excepción de sus dirigentes. Luego fueron exhibidos, atados y desnudos, los cabecillas del motín para ser azotados, decapitados y arrastrados entre la masa de legionarios. El resto de los soldados, aterrados, juraron a sus tribunos jamás volver a rebelarse.

### Análisis
La victoria de Ilipa se parece mucho a Cannas, un ejército numéricamente inferior envuelve a otro mayor gracias a la habilidad de su comandante. Las diferencias radican en que Escipión debió provocar la acción siendo más agresivo que Aníbal frente a unos romanos deseosos de atacarlo, y que la escasa caballería de Roma no permitió atrapar completamente al enemigo, permitiéndole huir.
Mientras tanto, Asdrúbal Barca cruzaba los Pirineos y ponía rumbo a la península itálica, donde enfrentaría su destino en el río Metauro.
Escipión se abstuvo de hacer rehenes, lo que le hizo muy popular entre los nativos, una política que venía siguiendo desde su victoria en Baecula. Poco después, toda la Hispania cartaginesa quedaba en sus manos. Pronto volvió a Roma, cubierto por un áurea de gloria por sus victorias. A pesar de traer un gran botín, numerosos prisioneros y hasta barcos capturados, el Senado le niega el derecho a un triunfo por sus victorias por haber luchado como un privatus —no tuvo mando de cónsul ni procónsul, solo de general— y solo tuvo una ovación. Escipión había sido electo con un imperium proconsulare sólo sobre sus legiones, pero ningún poder legal, aunque el mismo propretor, Silano, se había subordinado a su mando.
Tras su partida, muchas tribus y ciudades, antes prorromanas, pasaron a exigir su independencia. Entre estos estaban los ilergetes, ausetanos y sedetanos de la cuenca del Ebro —Iber—. A pesar de la lucha contra Aníbal, el Senado envió refuerzos y para 201 a. C. la situación estaba tan calmada que la guarnición se redujo de dos a una legión, licenciando al resto. Tras la derrota de Macedonia, los senadores decidieron normalizar la situación de la península y nombrar a dos pretores para gobernarla. En 197 a. C. el territorio conquistado se dividió en dos provincias: Hispania Citerior y Ulterior. Cada pretor contaba con 8000 legionarios y 400 jinetes, todos socios itálicos, para mantener el orden. Solo en 196 a. C., tras la muerte del pretor Cayo Sempronio Tuditano y el aniquilamiento de su ejército en una revuelta el contingente romano en la península pasó a 30.000 hombres, equivalente a cuatro legiones más aliados.
El general romano, al ejecutar a los líderes del motín en Sucro pero aumentando el sueldo de los legionarios comunes a expensas de sus aliados hispanos, iniciaba el proceso de convertir a esas legiones en su ejército personal. Escipión fue probablemente el primero de una larga lista de comandantes carismáticos, ricos y exitosos que fueron capaces de desafiar al poder colectivo del Senado. Sin embargo, el poder senatorial seguía siendo fuerte y los romanos siguieron manteniéndose alejados de los ejércitos privados a pesar de ejemplos de nuevos caudillos movilizando a su propia clientela campesina en armas, como Escipión Emiliano; sus legiones continuaron siendo milicias ciudadanas campesinos propietarios independientes. Sería después de las reformas de Cayo Mario, con las que este «ejército nacional» fue reemplazado por las «milicias privadas» de ambiciosos caudillos que el ethos competitivo entre la élite romana llevaría a la caída de ese poder colegiado.

### Clásicas
- Apiano. Conquista de Hispania y Guerra Anibálica. Libros 6 y 7 de Historia romana respectivamente. Digitalizado por Perseus. Basado en obra de 1899, Nueva York, editorial The MacMillan Company, traducción latín-inglés por Horace White.
- Flavio Eutropio. Compendio de la Historia romana. Digitalizado en latín por The Latin Library. Véase libro 3.
- Paulo Orosio. Historia contra los paganos. Traducción latín-inglés, introducción y notas por A. T. Fear, 2010, Liverpool University Press,  ISBN 9781846312397. Véase Libro 4. Versión en latín de Attalus, basada en edición de Karl Friedrich Wilhelm Zangemeister, 1889, Viena, corregida por Max Bänziger.
- Polibio. Historias. Libros 10 y 11. Digitalizado por UChicago. Basado en traducción griego antiguo-inglés por William Roger Paton, 1925, Londres: W. Heinemann, volumen IV de Loeb Classical Library.
- Tito Livio. Historia de Roma (Ab Urbe condita, AUC). Libros 26, 27 y 32. Digitalizado por McAdams. Basado en traducción latín-inglés por Canon Roberts, editado por Ernest Rhys, Londres: J. M. Dent & Sons, volumen 4, 1905.
- Tito Livio. Historia de Roma (Ab Urbe condita, AUC). Libro 28 y 29. Digitalizado por Perseus. Basado en traducción latín-inglés por William Heinemann, Cambridge: Harvard University Press, 1949.
- Tito Livio. Historia de Roma (Ab Urbe condita, AUC). Libro 33. Digitalizado por McAdams. Basado en traducción latín-inglés por Canon Roberts, editado por Ernest Rhys, Londres: J. M. Dent & Sons, volumen 5, 1905.
- Tito Livio. Periocas. Libros 21-30. Resumen de cada uno de los libros de su obra magna (hoy mayormente perdida) Ab Urbe condita. Digitalizado en inglés el 2003 por Livius.

### Modernas
- Blázquez, José María (1986). Ciclos y temas de la Historia de España: la Romanización. Tomo I. Madrid: Ediciones Istmo. 2ª edición. ISBN 9788470900570.
- Bennett, Matthew (1998). The Hutchinson Dictionary of Ancient & Medieval Warfare. Chicago; Londres: Taylor & Francis. ISBN 978-1-57958-116-9.
- Eckstein, Arthur M. (1987). Senate and General: Individual Decision-making and Roman Foreign Relations, 264-194 B.C.. University of California Press. ISBN 9780520055827.
- Goldsworthy, Adrian (2008) [2000]. La caída de Cartago. Las Guerras Púnicas, 265-146 a.C.. Traducción inglés-español por Ignacio Hierro. Editorial Ariel, Barcelona, ISBN 978-4-344-5243-5.
- Gómez-Pantoja, Joaquín L. (2007). "Parte II. Hispania Romana: De Escipión a los visigodos". En Protohistoria y Antigüedad de la Península Ibérica II. Sílex Ediciones. Editado por Eduardo Sánchez Moreno & Yolanda Guerrero Navarrete. ISBN 9788477371991.
- Gwynn, David M. (2012). The Roman Republic: A Very Short Introduction. Oxford University Press. ISBN 9780191642357.
- Marín Díaz, María Amalia (1988). Emigración, colonización y municipalización en la Hispania Republicana. Departamento de Historia Antigua de la Universidad de Granada. ISBN 9788433807090.
- Millán León, José (1986). “La Batalla de Ilipa”. Revista Habis, núm. 17, pp. 283-304.
- Ostenberg, Ida (2009). Staging the World: Spoils, Captives, and Representations in the Roman Triumphal Procession. OUP Oxford. ISBN 9780199215973.
- Quesada Sanz, Fernando (2005). "De guerreros a soldados: El ejército de Aníbal como un ejército cartaginés atípico". Trabajos del Museo Arqueológico de Ibiza y Formentera (número 56), pp. 129-162. ISSN 1130-8095.
- Roldán Hervás, José Manuel & Fernando Wulf Alonso (2001). Citerior y ulterior: Las provincias romanas de Hispania en la era republicana. Madrid: Ediciones AKAL. ISBN 84-7090-333-0.
- Scullard, Howard Hayes (1930). Scipio Africanus in the Second Punic War: Thirlwall Prize Essay 1929. Cambridge: Cambridge University Press Archive.
- Sheppard, Si (2009). César contra Pompeyo. Farsalia. Traducción inglés-español de Eloy Carbó Ros. Barcelona: Osprey Publishing. ISBN 9788447363797.
- Unger, Roberto Mangabeira (1987). Politics, a Work in Constructive Social Theory: Plasticity into power : comparative-historical studies on the institutional conditions of economic and military success. Cambridge University Press. ISBN 9780521338646.

### Documentales
- The Battle of Ilipa 206 B.C.E. - History of Scipio Africanus and The Punic Wars. Video del canal de YouTube Flash Point History. Publicado el 28 de marzo de 2018.
- Battle of Ilipa, 206 BC. Video del canal de YouTube TheArtofBattle. Publicado el 26 de abril de 2010.
- La batalla de Ilipa. Video del canal de YouTube javitrin vega. Publicado el 4 de julio de 2013.
- La última batalla de Cartago en Hispania. La batalla de Ilipa. Escipión vs Asdrúbal Giscón. Video del canal de YouTube Historia ex Hispania. Publicado el 20 de agosto de 2021.
- La batalla de Ilipa. Publio Cornelio Escipión "El Africano" vs Asdrúbal Parte 2. Video del canal de YouTube Historia ex Hispania. Publicado el 8 de octubre de 2021.

- Datos: Q1055755
- Multimedia: Battle of Ilipa / Q1055755